# Sorek
Sorek (hebrejsky נחל שורק‎, Nachal Sorek; doslova „potok Sorek“, arabsky وادي الصرار‎, vádí as-Surár, na dolním toku nazýván arabsky Vádí Rubin) je jeden z největších a nejdůležitějších vodních toků v oblasti Judských hor v Izraeli. Protéká skrz Jeruzalémský distrikt a Centrální distrikt státu. V Knize soudců (16:4) je zmíněn jako hranice mezi Pelištejci a Izraelity (kmenem Dan).

## Průběh toku

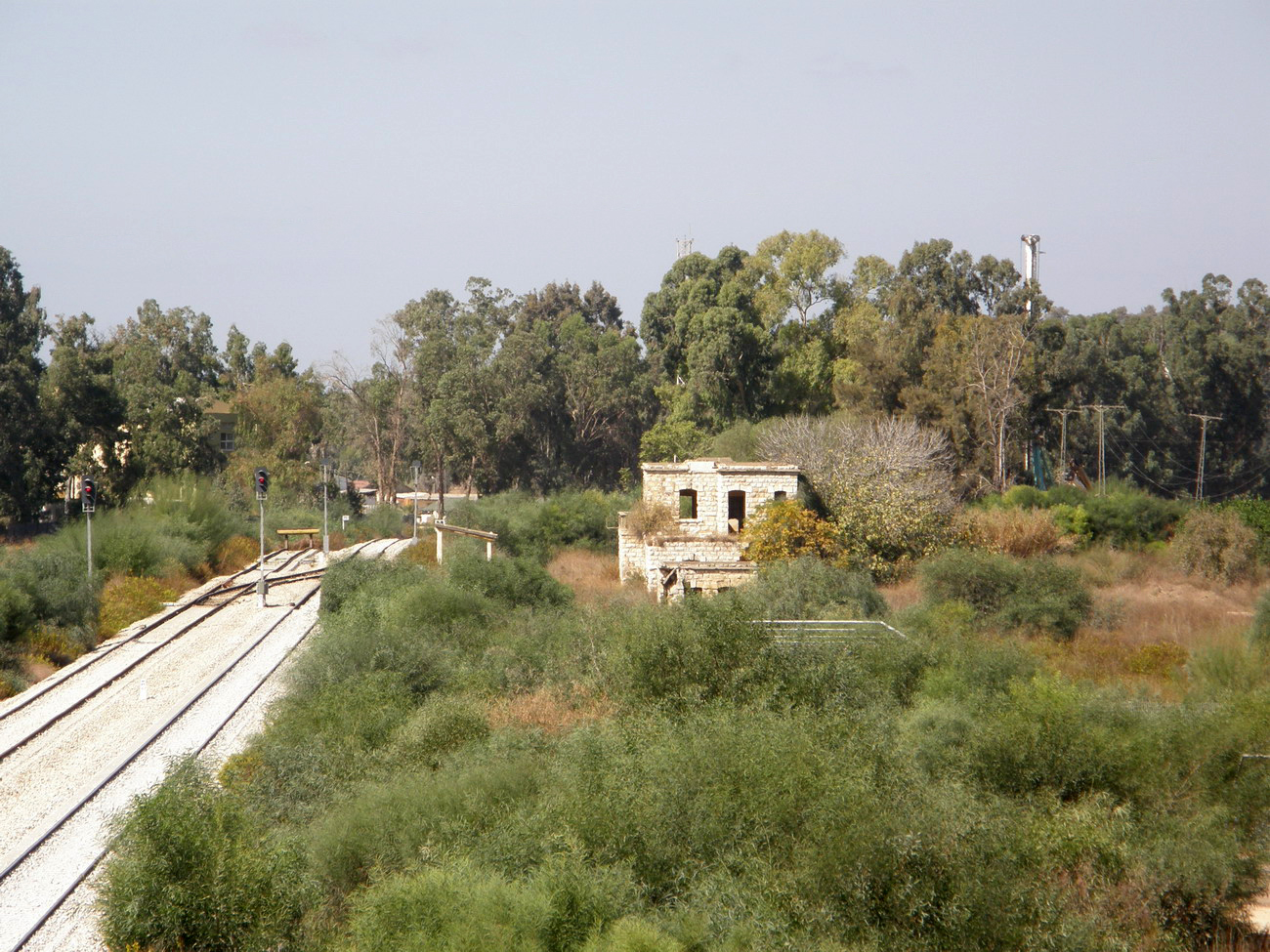
Zbytky železniční stanice Nachal Sorek v údolí Soreku

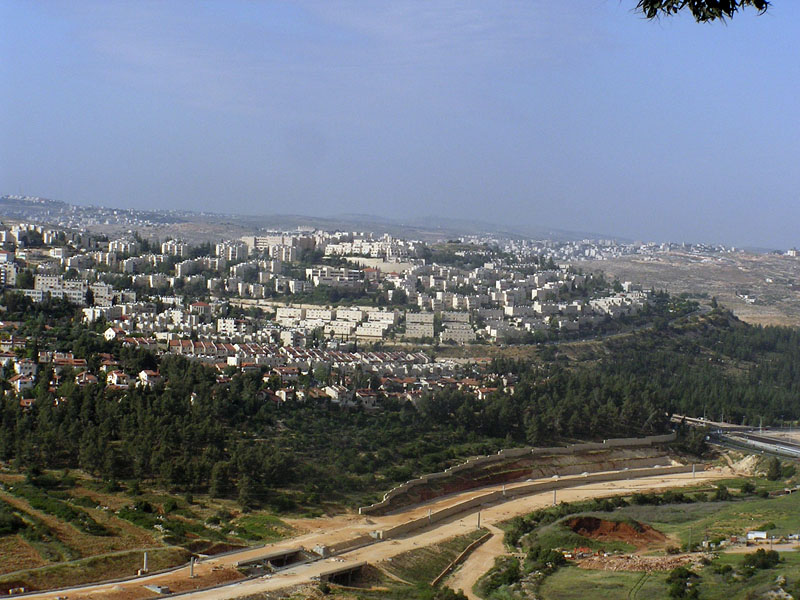
V popředí údolí Emek ha-Arazim na Soreku, v pozadí zástavba Jeruzaléma

Pramení v jižní části Západního břehu Jordánu, jižně od města Ramalláh nedaleko od Jeruzalému. Zpočátku směřuje k jihu postupně se zařezávajícím a převážně odlesněným údolím. Z východu míjí město (izraelskou osadu) Giv'at Ze'ev, ze západu palestinskou obec Bir Nabala. Na severním okraji Jeruzaléma míjí židovské čtvrtě Ramot a Ramat Šlomo. Přijímá vádí Nachal Atarot, Nachal Ramot a Nachal Cofim a prochází lesoparkovým areálem Ja'ar Ramot a vstupuje na teritorium Izraele v mezinárodně uznávaných hranicích. Pak se stáčí k západu. Míjí vrch Micpe Neftoach, za kterým do něj od severu přitéká tok Nachal Šmu'el. Zleva přijímá vádí Nachal Chajil a Nachal Romema a po severním úpatí hory Har Tamir (s jeruzalémským městským hřbitovem Har ha-Menuchot) vstupuje do údolí Emek ha-Arazim, kde do něj od severu ústí tok Nachal Luz, od západu od města Mevaseret Cijon toky Nachal Chalilim a Nachal Arza. Zde se Sorek obrací k jihu. Nachází se tu poblíž vesnice Bejt Zajit údolní nádrž Ma'agar Bejt Zajit a na jejím břehu Zemědělská škola Ejn Kerem.
Zde Sorek opouští hustě osídlenou oblast Jeruzaléma a nadále vede zhruba jihozápadním směrem hlubokým zalesněným údolím skrz Judské hory. Stáčí se okolo hory Har Cheret, od východu do něj ústí vádí Nachal Revida a Nachal Ejn Kerem. Ze severu míjí hory Har Ora, Har Aminadav a Har Salmon s areálem nemocnice Hadasa a vesnicí Even Sapir. Z jihu obtéká horu Har Ejtan, podél jejíhož západního okraje sem přitéká vádí Nachal Cuba. Dnem údolí zde vede lokální silnice 386. Na jihu údolí vymezuje hřbet Reches Sorek, za kterým na východní straně hory Har Pitulim do Soreku od jihovýchodu ústí kaňon vádí Nachal Refa'im, podél kterého vede železniční trať Tel Aviv-Jeruzalém, která pak v následujícím dlouhém úseku sleduje dno údolí Soreku. Kaňon se mezitím nadále prohlubuje. Po obou stranách ho lemují příkré svahy jako Har Giora (u ní ústí vádí Nachal Ktalav), Šluchat Ja'ar, Šluchat Bohen, Har Ja'ala, Har Šimšon nebo Šluchat Hartuv. Údolí Soreku je v tomto úseku bez lidského osídlení. Nečetná vesnická sídla jsou situována na náhorních terasách nad údolím (Nes Harim, Ksalon nebo Ramat Razi'el).
Teprve u vesnice Nacham se údolí otevírá do volnější pahorkatiny, čímž končí úsek skrz Judské hory. Začíná aglomerace města Bejt Šemeš, kde se nachází stalaktitová jeskyně o rozloze 5000 m². Poblíž Bejt Šemeš do toku ústí vádí Nachal Šimšon, Nachal Ksalon a Nachal Zanoach. Město Bejt Šemeš potok míjí po severním okraji.
V dalším úseku vede skrz pobřežní nížinu. Sorek ústí do Středozemního moře na území Letecké základny Palmachim mezi městy Rišon le-Cijon a Ašdod. Rozkládá se zde podél jeho ústí Národní park Nachal Rubin.

## Využití
Železniční spoj vedený údolím řeky je spíše doplňkovým spojem k železnici mezi Tel Avivem a Jeruzalémem, ale je hojně využíván jako turistická atrakce. Okolí Soreku v Judských horách je turisticky využíváno. Nacházejí se zde četné značené trasy a rozsáhlé lesní komplexy. Podél trasy existuje množství malých jezírek, mezi něž patří i Tel Šahar a Jesodot. Na tocích některý přítoků se nacházejí vodopády (Ajanot Dekalim, Bejt Šemeš, Ein Sifla, Nachal ha-Me'ara). Voda v řece je silně znečištěna odpadem z kanalizace a průmyslových závodů.

## Etymologie
Midraš tvrdí, že sorek je „neplodný strom“ (slovo רק rek znamená v hebrejštině „prázdný“), což má být morální poučení a metafora zmiňující Samsonův vztah s Delilou, který byl „neplodný“. Jiný výklad je, že „sorek“ znamená „jedinečné víno“, což odkazuje k vínu, které se v této oblasti pěstuje.

## Historie

### Biblická historie
Sorek byl místem, kde žila Delila a rovněž místem, kde se poprvé setkala se Samsonem. Jedná se rovněž o místo, kde ho přiměla, aby jí prozradil tajemství své síly, a kde byl nakonec zajat Pelištejci:
| „                 | Pak se Samson odebral do Gazy...Potom se zamiloval do ženy v Hroznovém úvalu. Jmenovala se Delila. I přišla k ní pelištejská knížata se žádostí: „Hleď na něm vymámit, v čem spočívá jeho veliká síla, jak bychom ho přemohli a spoutali a zneškodnili.“ | “ |
| — Kniha soudců 16 | |   |

### Moderní historie
V 19. století sloužil Sorek jako důležitá vodní cesta mezi Jaffou a Jeruzalémem. Jelikož byly tehdejší železnice závislé na vodních zdrojích, rozhodli se stavitelé železniční tratě Jaffa-Jeruzalém (dnes železniční trať Tel Aviv-Jeruzalém), první železnice na Blízkém východě (1892), využít Sorek jako hlavní linii železnice.
Zatímco v minulosti bylo trasování této železniční spojnice logické, koncem 20. století byla trať málo využívaná a pomalá. Následovala několikaletá uzávěra provozu a celková rekonstrukce. Existoval sice plán, který počítal s vyhloubením tunelů, aby se bylo možno se Soreku vyhnout a zkrátit tak délku trasy. Tento plán však nebyl kvůli protestům Úřadu pro přírodu a parky proveden. Stávající trasa byla modernizována, opětovně otevřena v původní trase a dodnes se používá.